# 400 mètres brasse masculin aux Jeux olympiques de 1912
Navigation
Saint-Louis 1904 Anvers 1920
L'épreuve de 400 mètres brasse hommes des Jeux olympiques de 1912 a eu lieu du 8 juillet 1912 au 12 juillet 1912 dans un bassin long de 100 mètres construit dans la baie de Djurgårdsbrunnsviken à Stockholm.
Le 400 mètres brasse avait déjà été nagé aux Jeux olympiques de 1904 (sous la forme d'un 440 yards brasse). Absent des Jeux olympiques de Londres, son retour avait été demandé pour ceux de Stockholm, en raison de la très grande popularité à travers le monde de ce style de nage. L'idée était d'en accroître encore la popularité, dans le but de donner l'envie de l'apprendre et d'ainsi éviter les noyades,. La distance était beaucoup nagée à l'époque, mais est devenue presque inconnue depuis.
Le Hongrois Oszkár Demján avait probablement établi le record du monde en 6 min 39 s 8 en mars 1910. À Saint-Louis en 1904, l'Allemand Georg Zacharias avait en finale établi le record olympique en 7 min 23 s 6.
Le probable recordman du monde hongrois Oszkár Demján est disqualifié dès les séries pour virage incorrect. La compétition est alors dominée de bout en bout par le champion olympique du 200 mètres brasse, l'Allemand Walter Bathe. Le record olympique ancien est battu pratiquement lors de chaque série et Bathe établit aussi probablement le record du monde en séries, demi-finale et finale. Le nageur belge Félicien Courbet (recordman du monde du 200 mètres brasse) fait partie des favoris, mais il est éliminé en demi-finale. La seconde demi-finale nécessite une intervention des juges : l'Allemand Bathe et le Suédois Henning touchent tous deux en 6 min 32 s. Les juges décident d'accorder la victoire à Bathe qui aurait touché avec quelques centimètres d'avance.
Les mêmes cinq hommes que lors de la finale du 200 mètres brasse se retrouvent en finale du 400 mètres, mais le résultat final diffère. Si l'Allemand Walter Bathe s'impose sans grandes difficultés, la lutte est âpre entre les quatre autres nageurs, à tel point que l'Allemand Allemand Wilhelm Lützow ne peut suivre le rythme du sprint lors de la dernière longueur et est obligé d'abandonner. Les trois nageurs restant se classent en à peine une seconde et demie.

## Séries
| Série | Rang | Pays                               | Nom                  | Temps        | Qualification          |  |
| ----- | ---- | ---------------------------------- | -------------------- | ------------ | ---------------------- |  |
| 1     | 1    |                                    | Thor Henning         | 6 min 52 s 4 | Q (RO)                 |  |
| 1     | 2    |                                    | George Innocent      | 7 min 7 s 8  | Q                      |  |
| 1     | dsq  |                                    | Oszkár Demján        | 6 min 35 s 8 | disqualifié            |  |
| 1     | n.c  |                                    | Josef Wastl (en)     | abandon      |                        |  |
| 2     | 1    |                                    | Kurt Malisch         | 6 min 47 s   | Q (RO)                 |  |
| 2     | 2    | Drapeau du Grand-duché de Finlande | Lennart Lindroos     | 7 min        | Q                      |  |
| 2     | 3    |                                    | Nils Andersson (en)  | 7 min 17 s   |                        |  |
| 2     | dsq  |                                    | Mike McDermott (en)  | 7 min 7 s    | disqualifié            |  |
| 3     | 1    |                                    | Wilhelm Lützow       | 6 min 49 s 8 | Q                      |  |
| 3     | 2    |                                    | Félicien Courbet     | 6 min 52 s 6 | Q                      |  |
| 3     | 3    |                                    | Zeno von Singalewicz | 7 min 4 s    | q (meilleur troisième) |  |
| 3     | 4    |                                    | Frank Schryver (en)  | 7 min 7 s 8  |                        |  |
| 4     | 1    |                                    | Percy Courtman       | 6 min 43 s 8 | Q (RO)                 |  |
| 4     | 2    | Drapeau du Grand-duché de Finlande | Arvo Aaltonen        | 6 min 48 s 8 | Q                      |  |
| 4     | 3    | Drapeau du Grand-duché de Finlande | Vilhelm Lindgrén     | 7 min 12 s 6 |                        |  |
| 5     | 1    |                                    | Walter Bathe         | 6 min 34 s 6 | Q RO (et RM ?)         |  |
| 5     | 2    |                                    | Georgy Baimakov (en) | 7 min 28 s 6 | Q                      |  |

Sept séries doivent se dérouler le lundi 8 juillet : quatre à 12 h et trois autres à 19 h. Finalement, avec les réorganisations, seules cinq ont lieu à 12 h. Les organisateurs avaient prévu de regrouper le deuxième tour et demi-finales (trois séries) le jeudi 11 juillet à 12 h : seules les deux demi-finales ont lieu à 19 h 30. La finale se déroule, comme prévu, le vendredi 12 juillet à 19 h 35.
24 nageurs sont forfaits : le Sud-Africain George Godfrey ; l'Autrichien Rudolf Dlouchy ; le Finlandais Herman Cederberg ; six Français Henri Dubois, Victor Pierre Eggman, Louis André Fanger, Paul Harfort, Louis Laufray et Georges Lefevre ; le Britannique Sam Blatherwick ; le Hongrois Ödön Toldi ; six Italiens Davide Baiardo, Virgilio Bellazza, Attilio Bellezza, Aldo Cigheri, Mario Massa et Mario Portolongo ; le Norvégien Audun Rusten (en) ; les Russes Arno Almqvist, Pavel Avksentyev et Nikolay Voronkov ; et les Suédois Pontus Hansson, Sven Henning et Harald Julin.
Les deux premiers de chaque série et le meilleur troisième sont qualifiés pour le tour suivant.
Le record olympique (officieux puisque le concept n'est créé que lors des Jeux de Londres) remonte à 1904, aux Jeux olympiques de Saint-Louis : il est pratiquement battu à chacune des séries.
Le Hongrois Oszkár Demján, potentiel détenteur du record du monde de la distance, nage dans la première série qu'il remporte facilement, mais il est disqualifié pour n'avoir touché qu'à une main lors de son deuxième virage. Cela permet au Suédois Thor Henning, pourtant en petite forme de se qualifier pour la demi-finale en emportant la série, devant le Britannique George Innocent lui aussi qualifié. L'Autrichien Josef Wastl (en) abandonne,.
Nouvelle disqualification lors de la deuxième série, celle de l'Américain Mike McDermott (en), qui n'aurait pas été qualifié au temps malgré tout. La série est remportée par l'Allemand Kurt Malisch devant le Finlandais Lennart Lindroos ; les deux hommes sont qualifiés. Le Suédois Nils Andersson ferme la marche et s'arrête là,.
La troisième série est très disputée, mais sans que le record olympique soit battu, permettant au troisième, l'Autrichien Zeno von Singalewicz de se qualifier au titre du meilleur troisième. Les deux premiers, l'Allemand Wilhelm Lützow et le Belge Félicien Courbet (recordman du monde du 200 mètres brasse) sont au coude à coude pendant les trois-quarts de la course. L'Allemand se détache finalement dans la dernière longueur, l'emportant de trois secondes. L'Australien (sous les couleurs de l'Australasie) Frank Schryver (en) termine quatrième,.
Le Britannique Percy Courtman et le Finlandais Arvo Aaltonen se disputent longtemps la victoire dans la quatrième série. Aaltonen mène au premier virage ; les deux hommes tournent ensemble aux 200 et 300 mètres et finalement Courtman se détache dans la dernière longueur pour s'imposer et battre le record olympique de la distance pour la troisième fois de la journée. L'autre Finlandais Vilhelm Lindgrén termine loin,.
Le vainqueur du 200 mètres brasse et futur vainqueur du 400 mètres, l'Allemand Walter Bathe s'impose sans problème dans la cinquième série : il n'a qu'un adversaire, lui-même, puisque le seul autre nageur, le Russe Georgy Baimakov (en) ne le menace jamais. Bathe établit un nouveau record olympique et peut-être un nouveau record du monde en 6 min 34 s 6,.

## Demi-finales
| Série | Rang | Pays                               | Nom                  | Temps        | Qualification          |
| ----- | ---- | ---------------------------------- | -------------------- | ------------ | ---------------------- |
| 1     | 1    |                                    | Walter Bathe         | 6 min 32 s   | Q RO (et RM ?)         |
| 1     | 2    |                                    | Thor Henning         | 6 min 32 s   | Q                      |
| 1     | 3    |                                    | Percy Courtman       | 6 min 36 s 6 | q (meilleur troisième) |
| 1     | 4    |                                    | Félicien Courbet     | 6 min 59 s 8 |                        |
| 1     | n.c  |                                    | Zeno von Singalewicz | abandon      |                        |
| 1     | dns  |                                    | Georgy Baimakov (en) | forfait      |                        |
| 2     | 1    |                                    | Wilhelm Lützow       | 6 min 44 s 6 | Q                      |
| 2     | 2    |                                    | Kurt Malisch         | 6 min 47 s 6 | Q                      |
| 2     | 3    | Drapeau du Grand-duché de Finlande | Arvo Aaltonen        | 6 min 56 s 8 |                        |
| 2     | 4    | Drapeau du Grand-duché de Finlande | Lennart Lindroos     | 7 min 0 s 4  |                        |
| 2     | n.c  |                                    | George Innocent      | abandon      |                        |

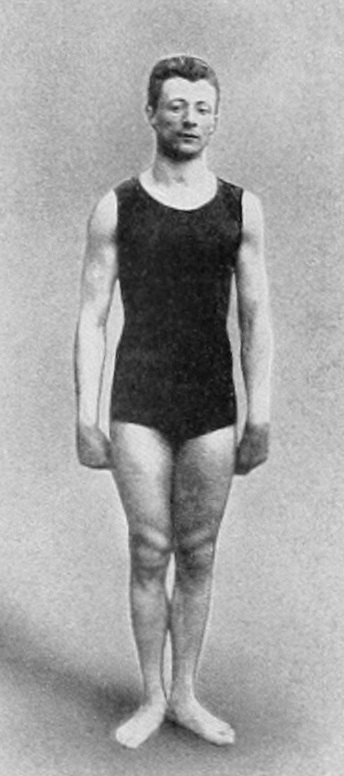
Le brasseur allemand Walter Bathe, vainqueur des 200 et 400 m brasse en 1912.

Les deux premiers de chaque demi-finale et le meilleur troisième sont qualifiés pour la finale.
La première demi-finale est rapide, permettant au troisième, le Britannique Courtman de se hisser en finale. La course commence par deux faux-départs sans disqualification. Si l'Allemand Bathe prend immédiatement la tête de la course, il reste talonné par le Suédois Henning qui revient à son niveau au dernier virage. Les deux hommes sont de front lors du sprint final et Bathe ne s'impose que grâce à la décision des juges qui le déclarent premier de quelques centimètres. Nouveau record olympique et probable record du monde,.
La seconde demi-finale est dominée par les Allemands Lützow et Malisch, qui avaient déjà pris les places d'honneur sur le podium du 200 mètres brasse. La course, plus lente que l'autre demi-finale est d'abord menée par le Finlandais Aaltonen. Il est doublé à mi-course par Malisch puis Lützow. L'explication finale se fait entre les deux compatriotes, Lützow finissant par s'imposer,.

## Finale
| Rang | Pays | Nom            | Temps        |              |
| ---- | ---- | -------------- | ------------ | ------------ |
| 1    |      | Walter Bathe   | 6 min 29 s 6 | RO (et RM ?) |
| 2    |      | Thor Henning   | 6 min 35 s 6 |              |
| 3    |      | Percy Courtman | 6 min 36 s 4 |              |
| 4    |      | Kurt Malisch   | 6 min 37 s   |              |
| n.c  |      | Wilhelm Lützow | abandon      |              |

Les mêmes cinq hommes que lors de la finale du 200 mètres brasse se retrouvent en finale du 400 mètres, mais le résultat final diffère. Le futur vainqueur, l'Allemand Walter Bathe s'empare immédiatement de la tête, pour ne plus la lâcher. Aux 100 mètres, il a pris 4 mètres d'avance et à mi-course, il devance ses adversaires de plus de 10 mètres. La lutte est sévère entre les quatre autres nageurs. Ce sont d'abord l'Allemand Kurt Malisch et le Suédois Thor Henning qui sont au coude à coude en deuxième et troisième place. Henning se détache un peu aux 250 mètres. Aux 300 mètres, le Suédois effectue un très mauvais virage qui lui fait perdre toute son avance tandis que le Britannique Percy Courtman en profite pour revenir à la hauteur de Henning et Malisch. La dernière longueur est un long sprint entre les trois hommes. L'Allemand Wilhelm Lützow ne peut suivre le rythme et finit par abandonner. Le Suédois Thor Henning s'empare de la médaille d'argent de peu devant le Britannique Percy Courtman puis l'Allemand Kurt Malisch qui termine au pied du podium, à huit dixièmes de la médaille de bronze. Le vainqueur, l'Allemand Bathe établit un nouveau record olympique et probablement du monde,.